# すずめのお宿緑地公園

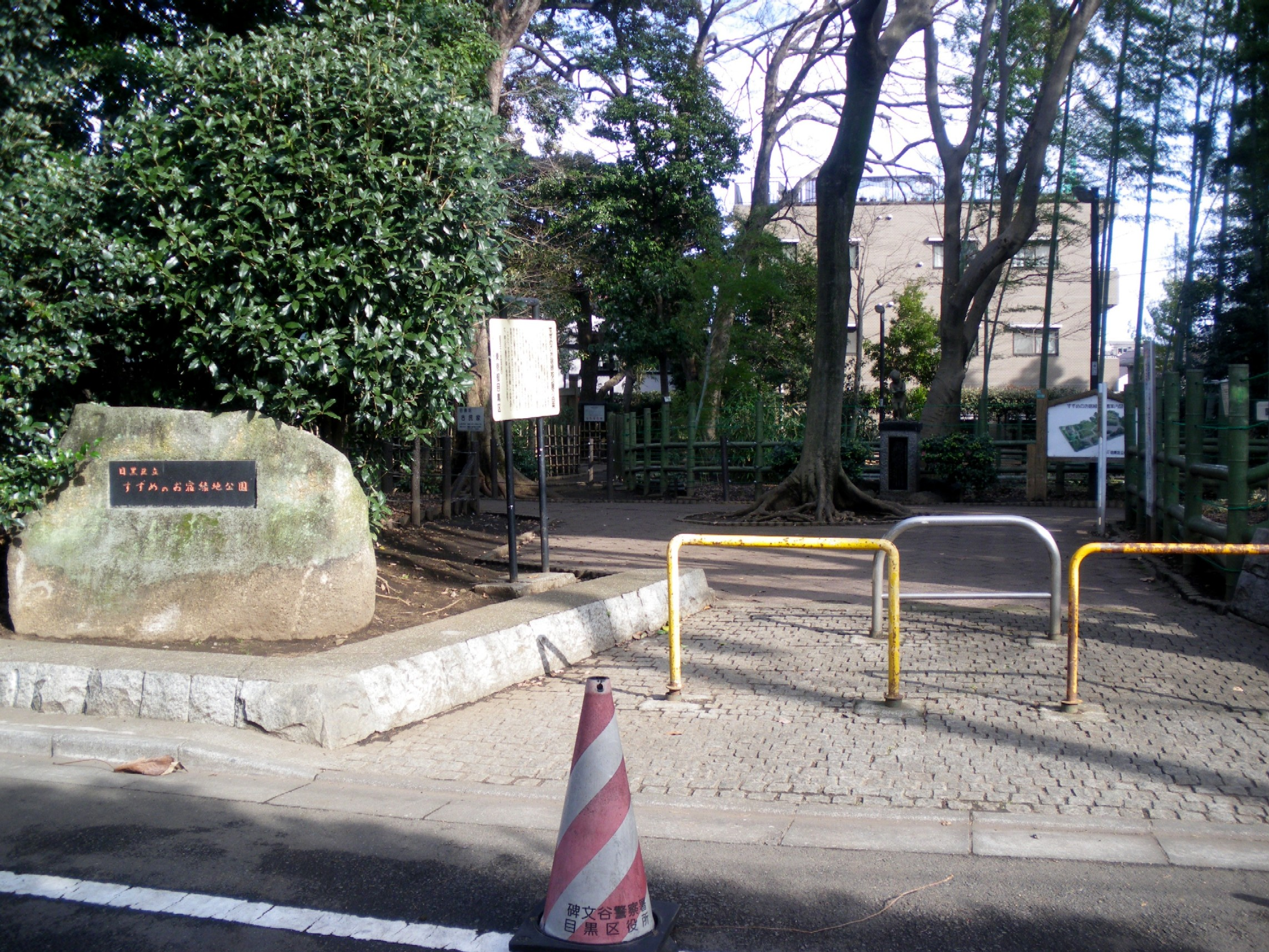
公園入口

すずめのお宿緑地公園（すずめのおやどりょくちこうえん）は、東京都目黒区碑文谷にある目黒区立の公園である。

## 歴史
当地一帯は住宅地になる前までは農村で特に竹林が多く、目黒付近はたけのこの産地として知られていた。たけのこの生産は昭和初期ころまで続き、一帯の竹林にはすずめが多く飛び交い、いつしか「すずめのお宿」と呼ばれるようになった。やがて付近が宅地へと変わっていき、たけのこの生産も見られなくなってきた。そのような中地元の一住民の遺志により、没後自身の所有地が寄付されることになった。目黒区により公園として整備され「すずめのお宿緑地公園」として1981年4月1日に開園した。
公園はかつてのたけのこの産地であることを思わせるような竹林と遊具のほか、一角に当地付近（旧、衾村）にあった江戸時代中期建築の古民家を移築・復元し、農村だった当時の暮らしぶりを再現しているのも特徴である。
古民家は、もとは緑ヶ丘1丁目の栗山重治の旧宅であった。栗山重治は地主・栗山徳蔵の息子である。栗山家は旧衾村の旧家で、江戸時代には代々「年寄」という名主を補佐する村の重要な役職を務めた家柄であった。

## 主な施設
- 竹林
- 遊具
- 栗山家の母屋（目黒区緑ヶ丘にあった古民家を移築・復元したもの。1979年に所有者から区に寄付されていたものを当公園で公開。目黒区指定有形文化財。）

面積:7,493m2

## 近隣施設
- 碑文谷八幡宮
- 目黒サレジオ教会

## アクセスなど
- 東急東横線・都立大学駅より徒歩約15分。ほか目黒駅よりバス（東急バス）大岡山小学校下車徒歩4分。
- 開園時間:公園は常時開園。古民家の公開は月曜日のみ休み。公開時間:午前9時30分から午後4時30分まで。
- 駐車場:なし
- 料金:入園無料。古民家の見学も無料